# بييرلويجي أورلانديني
بييرلويجي أورلانديني (بالإيطالية: Pierluigi Orlandini)‏ هو لاعب كرة قدم إيطالي في مركز الوسط، ولد في 9 أكتوبر 1972 في سان جيوفاني بيانكو (إيطاليا) في إيطاليا. شارك مع منتخب إيطاليا تحت 18 سنة لكرة القدم ومنتخب إيطاليا تحت 21 سنة لكرة القدم. أما مع النوادي، فقد لعب مع أتالانتا وإنتر ميلان وإيه سي ميلان ونادي بارما ونادي بريشيا ونادي تارانتو 1927 ونادي فينيزيا ونادي ليتشي وهيلاس فيرونا.